# The Valley (stadion)
The Valley je nogometni stadion kojeg koristi engleski nogometni klub Charlton Athletic iz Londona.

## Povijest
Nogometni klub Charlton Athletic je još od svojeg osnutka 1905. godine promijenio mnogo stadiona na kojima je igrao svoje domaće utakmice. Godinu dana nakon 1. svjetskog rata, 1919. godine, klub je bio uspješan te je tražio svoj novi "dom". Tako je pronađena jama iz koje se vadio pijesak u londonskoj četvrti Charlton ali klub nije imao dovoljno sredstava da na tom mjestu razvije teren pogodan za gradnju stadiona. Zbog toga je vojska volontera i klupskih navijača iskopalo temelje dok se iskopana zemlja koristila za gradnju pozadine.
Charlton Athletic je svoju prvu utakmicu ondje odigrao još dok nisu postavljena sjedala te svi radovi još nisu bili dovršeni. Zbog toga su gledatelji morali stajati ili sjediti na zemlji. Tako je neobična okolnost zajedničke gradnje stvorila jaku vezu između kluba i stadiona koja postoji i danas.
Tijekom sezone 1923./24. Charlton je igrao na The Mount stadiumu u Catfordu u mnogo naseljenijem području. Tada je predloženo spajanje Charlton Athletica s tamošnjim klubom Catford South End F.C. ali to nije provedeno, tako da se Charlton već sljedeće sezone vratio na svoj The Valley.
1967. godine je promotor Len Silver dao zahtjev za izgradnju speedway staze oko nogometnog igrališta koja bi se koristila za potrebe britanskog speedway prvenstva. U zahtjevu je naveden i plan izgradnje autoceste kraj Valleyja koji je u početku podržan ali je cijeli projekt u konačnici odbijen.
Kroz dugi niz godina The Valley je bio najveći nogometni stadion u Londonu s kapacitetom od 75.000 mjesta. Istočna tribina je bila poznata kao najveća tribina u engleskom nogometu. Međutim, jer je Charlton dugo vremena izbivao iz Premier lige, na stadionu nije vršena potrebna adaptacija. U konačnici je uprava kluba proglasila bankrot.
Klub je povjerenje navijača ponovo stekao 1984. ali je stadion ostao u rukama prijašnjeg vlasnika Charlton Athletica. Ipak, klub nije bio u financijskoj mogućnosti da financira poboljšanja potrebna kako bi The Valley zadovoljio sigurnosne uvjete. Sljedeće godine Charlton je napustio The Valley te je s Crystal Palaceom zajednički dijelio Selhurst Park.
1988. godine dolazi do ujedinjenja između vlasništva nad klubom i stadionom te je počelo s projektom obnove stadiona. Tada je tisuće navijača volontiralo kako bi očistilo teren The Valleyja. Tada je sav otpad spaljen na središtu terena tvoreći veliki krijes.
Ipak, sigurnost stadiona je opet postala glavni problem tako da su navijači Charltona predložili izgradnju novog stadiona na izvornom terenu. Međutim, gradsko vijeće Greenwicha je većinskom odlukom to odbilo. Klupski navijači su na odluku vijeća odgovorili stvaranjem vlastite stranke Valley Party. Tako je navijačka stranka dobila dva predstavnika u vijeću te je na izborila 1990. izvojevala pobjedu s 15.000 glasova. Tako je Valley Party stvorio pritisak na gradsko vijeće da se odobri njegov plan o izgradnji novog stadiona.
1991. godine su počeli građevinski radovi na The Valleyju a klub se privremeno preselio na Upton Park od West Ham Uniteda. Novi moderni stadion je otvoren u prosincu 1992. Zapadna, istočna i sjeverna strana su gotovo u potpunosti obnovljene ttvoreći tako kapacitet stadiona od preko 27.000 mjesta.
Klub je imao ambiciju o proširenju na 40.000 mjesta širenjem istočne strane i potpunom obnovom južne, ali to je postalo neizvjesno nakon što je Charlton 2007. ispao iz Premier lige a 2009. iz Championshipa.
2004. godine na The Valleyju su se održavale utakmice Unity Cupa kojeg je tada osvojila Nigerija.

## Tribine

### Sjeverna tribina
Sjeverna tribina se ponekad nazivala i "covered end". Izgrađena je tijekom sezone 2001./02. kao dio razvojnog projekta kojim bi stadion imao kapacitet od 26.500 mjesta nakon ulaska u Premier ligu 2000. godine. Na Sjevernoj tribini se okupljaju najvatreniji navijači kluba te se u sklopu nje nalaze restorani i ekskluzivna mjesta. To je ujedno i "dom" klupskog benda koji uključuje bubnjare i trubače.

### Zapadna tribina
Zapadna tribina je izgrađena 1998. nakon što se Charlton po prvi puta plasirao u Premier ligu. Izgrađena je na dva kata, smatra se glavnom tribinom te ima najveći kapacitet. U sklopu nje se nalaze klupski uredi i blagajna kluba (komercijalni prostor). Tu su i brojne konferencijske sobe koje se koriste za potrebe Charltona i gradske zajednice. Na ulazu u Zapadnu tribinu se nalazi veliki kip Sama Bartrama, prema mnogima, jednog od najboljih Charltonovih igrača.

### Istočna tribina
Izgrađena je tijekom sezone 1993./94. te je u potpunosti dovršena 1994. Ova tribina je osim navijačima namijenjena i televizijskim ekipama. Dijelove Istočne tribine koriste i gostujući navijači tijekom utakmica FA i Liga kupa ako je potražnja za ulaznicama velika.

### Tribina Jimmy Seed
Tribina Jimmy Seed ili Južna tribina je najstariji dio stadiona te datira s početka 1980-ih. Nazvana je po Jimmyju Seedu, Charltonovom treneru koji je s klubom 1947. osvojio FA kup. Kapacitet Seedove tribine iznosi 3.000 mjesta.

## Rekordi stadiona
- Svjetski rekord o najglasnijem koncertu na stadionu:
The Who, 120 dB (31. svibnja 1976.)
- Najveća posjećenost:
Aston Villa, 75.031 (12. veljače 1938.)
- Najveća ligaška posjećenost:
Arsenal, 68.160 (17. listopada 1936.)
- Rekord popunjenosti svih sjedala na stadionu (27.111):
Chelsea (17. rujna 2005.)
Tottenham Hotspur (1. listopada 2005.)
Liverpool (16. prosinca 2006.)
Chelsea (3. veljače 2007.)
West Ham United (24. veljače 2007.)
Sheffield United (21. travnja 2007.)

## Prosječna posjećenost
Prosječna posjećenost navijača na The Valley od sezone 1993./94. :
| Sezona    | Prosjek gledatelja | Liga           |
| --------- | ------------------ | -------------- |
| 1993./94. | 8.056              | First Division |
| 1994./95. | 10.216             | First Division |
| 1995./96. | 11.185             | First Division |
| 1996./97. | 11.081             | First Division |
| 1997./98. | 13.275             | First Division |
| 1998./99. | 19.823             | Premier liga   |
| 1999./00. | 19.541             | First Division |
| 2000./01. | 20.020             | Premier liga   |
| 2001./02. | 24.135             | Premier liga   |
| 2002./03. | 26.235             | Premier liga   |
| 2003./04. | 26.278             | Premier liga   |
| 2004./05. | 26.378             | Premier liga   |
| 2005./06. | 26.171             | Premier liga   |
| 2006./07. | 26.197             | Premier liga   |
| 2007./08. | 23.159             | Championship   |
| 2008.09   | 20.894             | Championship   |
| 2009./10. | 17.407             | League One     |
| 2010./11. | 15.582             | League One     |

## Vanjske poveznice
- Stadium plans  Arhivirana inačica izvorne stranice od 13. ožujka 2009. (Wayback Machine)